# おしいれのぼうけん
『おしいれのぼうけん』は、ふるたたるひ（古田足日）・たばたせいいち（田畑精一）著による絵本、童話である。1974年と1980年に童心社より出版され、2012年夏には累計部数が200万部を突破した。出版50年となる2024年時点の発行部数は250万部。続編として絵本『ダンプえんちょうやっつけた 』 (絵本ぼくたちこどもだ 2 ISBN 978-4494006076) （1978年）があり、また物語『へび山のあい子』（1987年 ISBN 978-4494006786）もこの延長線上にある。

## 概要
新しい絵本シリーズ（当初予定では5冊）を描くことを童心社の編集者から依頼されて、古田が田畑精一を相棒に、保育園を取材してまわって構想を練り、「文」と「絵」について互いにアイディアを出し合いながら完成させた「共作」の絵本である。著者欄には古田に続いて田畑の名前が並ぶ。
"集団の中で子どもは育つ"をコンセプトに、子どもの生活を子どもの側から描いた絵本という新しい絵本シリーズ（絵本 ぼくたちこどもだ）を制作するために、古田、田畑、編集者の3人は保育園を取材してまわる。いろいろな話の中に、「子どもを押し入れの上下に入れた話」や、人形劇の「ねずみばあさん」を子どもたちが心底怖がるという話があった。これらに触発されて、古田が「子どもの心の中の冒険」という独創的な物語を書き上げた。古田はこの冒険について「甲賀三郎の話」やオオクニヌシにある「根の国（地下の国）」から「母親の胎内」「薄くらがり」に通じる「押し入れ」で試練にあい、新しい力を獲得するという神話的展開を考えていた、と説明する。
田畑もアイディアを出し、古田が絵に注文を付けるという形で、単なる挿絵を超えた共作が出来上がった。田畑はこの本のためにそれまでと全く違う絵が必要と考え、保育園に何度も足を運んで子どもたちの集団を見て何枚も絵を描き続けた末に、生き生きとして自由で魅力的な子どもたちを描きあげた。この間の事情は田畑自身の文「『おしいれのぼうけん』の日々 ぼくの人生の特別な時間・・・・・・」と担当編集者酒井京子の「古田さんと田畑さんの絵本づくり 『おしいれのぼうけん』他が生まれるまで」に詳しい。
難解な表現が少ないため、小学生以上であれば難なく読破できるが、4歳前後の幼児であっても、読み聞かせという形で物語を理解する事ができる。題材としては「怖い話」に分類されるが、この作品において描かれるのは恐怖ばかりではなく、叱られるようなことをしてしまった子供たちの視点と、罰を与えた側の先生の心理的な時間の経過、そして恐怖の「おしいれ」に閉じ込められた主人公ふたりの勇気と友情といった要素が鮮明に描かれている。暗闇での冒険の果てに、「こわいもの」だった押し入れとねずみばあさんは「とてもたのしいもの」に変化する。
物語はほとんどが鉛筆で描かれた絵で構成される。その中で、押し入れの闇に光る怪しい目、ライトをつけて走り出すミニカーとデゴイチ、星々のきらめきなど、田畑は特に色彩のほしい箇所では「象徴的な強い色の絵」を描いて、鉛筆のモノクロームな絵と対比させている。
実は、最初の場面では保育園の扉に「遊びに入らないでください」という張り紙があるが、物語の終わりの場面ではこれがなくなっている。これは田畑が「保育園では子どもに思いっきり遊んでほしい」という思いを反映したものである。

## 物語
「さくら保育園」に通う、あきらとさとし。二人の男の子は、ある日おもちゃを取り合ってけんかになった事で先生に叱られ反省のため真っ暗な「おしいれ」に入れられてしまう。「ごめんなさい」と言わないと出してもらえないのだ。しばらくは口をきかず、謝ることもしなかった二人だが、やがて暗闇の向こうから不気味なねずみばあさんが、無数にうごめくネズミを従えて現れる。押し入れの空間もいつしか闇の向こうの別の世界に続くトンネルと化していた。二人はやがて、手をつなぎ「おしいれ」の冒険へと旅立つ。

## 登場人物
さとし
本作の主人公の1人。あきらとミニカーの取り合いになったことで押し入れに入れられてしまうが、終盤で出られるようになる。
あきら
本作の主人公の1人。ミニカーの取り合いをしてしまい、さとしと共に押し入れに入れられてしまう、終盤で出られるようになる。
みずの先生
さとしとあきらの担任。当初は言うことを聞かない子を押し入れに入れる厳格な性格であったが、この出来事をきっかけに性格が軟化する。
きむら先生
みずの先生の同僚。押し入れの穴をふさぐのを手伝った。
ねずみばあさん
本作の悪役。ネズミを従えてさとしとあきらを襲うが、最終的には2人に成敗され敗走した。

## 書誌情報
- ふるたたるひ、たばたせいいち、さく『おしいれのぼうけん』童心社〈絵本ぼくたちこどもだ 1〉、1974年11月1日。ISBN 4494006068。

## 関連文献
- 酒井京子『本の力 私の絵本制作秘話』童心社、2021年。ISBN 978-4-494-01740-9。「『おしいれのぼうけん』誕生秘話」「『ダンプえんちょうやっつけた』そして『へび山のあい子―赤い矢と青いほのおの物語』へ」所収